# Harry Liversedge
Harry Bluett Liversedge « The Horse », (né le 21 septembre 1894 à Volcano et décédé le 25 septembre 1951 à Bethesda), était un athlète américain spécialiste du lancer du poids qui participa aux Jeux olympiques d'été de 1920 et y gagna une médaille de bronze à l'épreuve du lancer de poids.

## Vie militaire
Il a également participé à la Première Guerre mondiale après s'être engagé avec l'US Marine Corps en mai 1917. Il fut promu lieutenant en juillet 1919.
Il gravit les échelons au gré de ses affectations les années suivantes, devenant capitaine en janvier 1930, puis major en juillet de cette même année et finalement lieutenant-colonel en mai 1940.
En janvier 1942, il quitta les États-Unis pour prendre part à la guerre du Pacifique. Promu colonel en mai 1942, il commanda le 3rd Marines Raider Battalion à partir d'août 1942, puis le 1st Marine Raider Regiment à partir de mars 1943. Il reçut une Navy Cross pour ses actions lors de la bataille de Nouvelle-Géorgie.
Peu avant la dissolution de ce régiment, il fut transféré en janvier 1944 à la tête du 28e régiment des Marines de la 5e division des Marines, nouvellement créé, et qui prit part à la bataille d'Iwo Jima. Son régiment participa à la conquête du mont mont Suribachi, Liversedge obtint à cette occasion sa seconde Navy Cross.
Après la guerre, il devint brigadier général en 1948. Après diverses autres affectations, il fut finalement nommé chef du United States Marine Corps Reserve jusqu'à sa mort.

### Palmarès
| Date | Compétition           | Lieu   | Résultat | Performance |
| ---- | --------------------- | ------ | -------- | ----------- |
| 1920 | Jeux olympiques d'été | Anvers | 3e       | 14,150 m    |

### Records
| Épreuve         | Performance | Lieu | Date |
| --------------- | ----------- | ---- | ---- |
| Lancer du poids | 14,41       |      | 1924 |